# Gabriel Esquer
Pour les articles homonymes, voir Esquer.
Gabriel Esquer est un archiviste, bibliothécaire et historien français.
Ses travaux portent sur l'histoire de l'Algérie.

## Biographie
Issu d'une famille d'officiers et de fonctionnaires ayant servi en Indochine et dans les Comptoirs français de l'Inde, il est élève du Lycée Janson-de-Sailly, puis effectue à l'École des chartes, de 1895 à 1903, une scolarité d'une longueur inhabituelle. Il a en effet d'autres centres d'intérêt : le théâtre (il est secrétaire général des théâtres des Mathurins et des Bouffes-Parisiens et fait représenter ses œuvres sous pseudonyme), et le journalisme (articles dans Gil Blas, Voltaire, L'Aurore). Après avoir soutenu sa thèse sur Le dernier Valois, François, duc d'Alençon et d'Anjou (1553-1583), il est nommé en 1903 archiviste du département du Cantal.
Veuf d'un premier mariage, il arrive à Alger le 8 février 1909, pour occuper la fonction d'archiviste-bibliothécaire du Gouvernement général. Il le reste jusqu'en 1942, tout en occupant à partir de 1910 la fonction d'administrateur suppléant de la Bibliothèque nationale d'Alger, dont il est ensuite le titulaire jusqu'en 1948. Il enseigne à partir de 1927 à la Faculté des lettres d'Alger les sciences auxiliaires de l'histoire.
Membre depuis 1909 de la Société historique algérienne, il collabore dès 1910 à la Revue africaine publiée par celle-ci, devient secrétaire général, puis vice-président de la société de 1927 à 1938.
Il est à l'origine en 1910 de l'importante collection  « Documents inédits sur l'histoire de l'Algérie », et publie lui-même divers ouvrages historiques sur l'Algérie, particulièrement sur la conquête et l'expédition de 1830.
Il écrit dans les quotidiens algériens (Oran Républicain, Le Journal d'Alger), tient une rubrique intitulée « Propos d'un Jacobin », réalise annuellement une vingtaine d'émissions radiophoniques. Il écrit aussi pour L'Illustration.
Il meurt le 14 avril 1961 à Alger, où il est enterré.

## Publications
- Iconographie historique de l'Algérie depuis le XVIe siècle jusqu'à 1871, trois volumes, Paris, Plon, 1929
- Le 8 novembre 1942, jour premier de la Libération, Alger, éditions Charlot, 1946.
- Alger et sa région, Arthaud, 1949, illustrations d'Émile Bouneau.
- Histoire de l'Algérie, PUF, coll. « Que sais-je ? », 1960 (3e édition)
- Nombreuses éditions de correspondances  et de documents inédits : correspondances du duc de Rovigo (1914), des généraux Voirol (1924) et Drouet d'Erlon (1926), des maréchaux Clauzel (1948) et Bugeaud (1961), de la Reconnaissance des villes, forts et batteries d'Alger par le chef de Bataillon Boutin.

## Distinctions
- Officier de la Légion d'honneur
- Officier de l'Instruction publique
- Commandeur de l'ordre du Ouissam alaouite